# 任民望
任民望（1518年—？年），字子重，山西平陽府臨汾縣人，民籍。

## 生平
九月初五日生，行一，治《書經》，由國子生中式嘉靖二十五年（1546年）丙午山西鄉試第九名舉人，年三十三歲中式嘉靖二十九年（1550年）庚戌科會試第二百五名，第二甲第二十四名進士。授兵部主事，歷官按察司副使。

## 家族
曾祖任本；祖任紀，訓導；父任敏，封承德郎兵部主事；母范氏。重慶下，妻安氏，弟民敬；民孚。